# William Clothier
William Jackson Clothier (Sharon Hill, 27 settembre 1881 – Filadelfia, 4 settembre 1962) è stato un tennista statunitense.

## Carriera
Agli U.S. Championships trionfò per la prima e unica volta nel 1906, dopo che uscì sconfitto dalla finale del 1904 e quella del 1909.
È entrato a far parte della International Tennis Hall of Fame nel 1956.

## Finali del Grande Slam

### Vinte (1)
| Anno | Torneo             | Avversario in finale | Risultato     |
| 1906 | U.S. Championships | Beals Wright         | 6-3, 6-0, 6-4 |

### Perse (2)
| Anno | Torneo                 | Avversario in finale | Risultato               |
| 1904 | U.S. Championships (1) | Holcombe Ward        | 8-10, 4-6, 7-9          |
| 1909 | U.S. Championships (2) | William Larned       | 1-6, 2-6, 7-5, 6-1, 1-6 |